# Clare Kramer
Clare Kramer, född 3 september 1974 i Atlanta i Georgia, är en amerikansk skådespelare.
Hon växte upp i Delaware norr om Columbus i delstaten Ohio.

## Filmografi
- 2005 The Gravedancers
- 2005 The Guy in Row Five
- 2004 Mummy an' the Armadillo
- 2003 The Skulls 3
- 2003 L.A .D.J.
- 2002 The Rules of Attraction
- 2001 The Mallory Effect
- 2000 Bring It On
- 2000 Ropewalk
- 1998 Money Kings (VIG, V)
- 1997 Ute eller inte
- 1999 The Guy in Row